# TT74
La tombe thébaine TT 74 est située à Cheikh Abd el-Gournah, dans la nécropole thébaine, sur la rive ouest du Nil, face à Louxor en Égypte.
C'est la sépulture d'un nommé Tjanouny, scribe royal, Commandant des soldats durant le règne de Thoutmôsis IV (XVIIIe dynastie).

## Description

Stèle du scribe royal Tjanouny et de son épouse Mutiry, chanteuse du dieu Thot. Museo Egizio, Turin (cat. 1644).
Encadrement de porte du tombeau de Tjanouny. Museo Egizio, Turin (cat. 1643, 1645).
Détail de la partie supérieure de l'encadrement de la porte du tombeau de Tjanouny. Museo Egizio, Turin.